# Comovirinae
Comovirinae és una subfamília de virus del tipus virus d'ARN monocatenari + dins la família de virus Secoviridae en l'ordre Picornavirales que infecten algunes plantes.

## Gèneres
- Gènere Comovirus; espècie tipus: Cowpea mosaic virus (virus d'una lleguminosa)
- Gènere Fabavirus; espècie tipus: Broad bean wilt virus 1 (virus d'una lleguminosa)
- Gèneres Nepovirus; espècie tipus: Tobacco ringspot virus (virus anellat del tabac)